# Бакирли
Бакирли́ (каз. Бақырлы) — село у складі Сузацького району Туркестанської області Казахстану. Входить до складу Каратауського сільського округу.
Населення — 1246 осіб (2021; 1154 у 2009, 1228 у 1999, 867 у 1989).